# A hun–magyar rokonság elmélete
A hun–magyar rokonság elméletének kérdése számos szempontból értelmezhető. A rokonság ugyanis vonatkozhat magára a népre (a történeti forrásokban megőrzött hagyományra, illetve a nép genetikai összetételére), a nép által beszélt nyelvre, vagy az általa képviselt kultúrára is (ezek alapján lehet vizsgálni a hagyománybéli, genetikai, nyelvi, kulturális rokonságot). A kérdéssel így különböző tudományágak foglalkoznak: ezek közé tartozik a történettudomány, a genetika, a régészet, a nyelvészet, valamint a néprajz is. Ezen tudományterületek képviselői (mivel a rokonság fogalmát másképpen határozzák meg, ráadásul más szempontok alapján is dolgoznak) akár ellentétes eredményekre is juthatnak, de az is előfordul, hogy még egy tudományágon belül sincs egyetértés. A rokonság az említett tudományágak definíciói közül bármelyiket takarhatja, vagy akár ezek közül egyszerre többet is, érdemes tehát a különböző szempontokat szétválasztva tárgyalni.
A rokonság a népek vonatkozásában értelmezve jelentheti két nép közös származását, keveredését (pl. szövetségi viszony során), az egyik nép egy részének beolvadását a másik nép őseinek egy része közé, így akár egyfajta folytonosságot is, amit egyesek azonosságként értelmeznek. A hunoknak nevezett csoportosulás szintén jelentheti szűkebb értelemben az európai hunokat (Attila hun király népét), tágabb értelemben pedig a hun törzsszövetség részét képező, valószínűleg nyelvileg és genetikailag is heterogén népcsoportokat is. A hun–magyar rokonság legkevésbé vitatott vonatkozása a részleges kulturális átfedések: a hunok (Attila népe) és a honfoglaláskori magyarok is nagyállattartó, lovas nomád népek voltak.
A nyelvtudomány fejlődésével, a finnugor nyelvrokonság felfedezésével, valamint a történetírás forráskritikai módszereinek megjelenésével a 19. század második felétől elkezdődött a hun–magyar rokonság kritikai felülvizsgálata, főleg a kiváló nyelvész, Hunfalvy Pál munkássága révén. Abban az időben úgy gondolták, hogy a finnugor nyelvrokonság a rokon nyelveket beszélő népek közös származására is utal, és ez ellentmondott volna a máig ismeretlen, de akkoriban leginkább török nyelvűnek tartott hunokkal való rokonságnak, továbbá a közös származásnak is. Az indulatoktól sem mentes ugor-török háború néven elhíresült vita során a finnugor nyelvrokonság ténye mellett kiálló, és a török rokonságot elutasító „ugor” oldal (Hunfalvy Pál vezetésével), valamint a magyar nyelv kettős, uráli (finnugor) és altaji rokonsága mellett érvelő „török” oldal (Vámbéry Ármin vezetésével) állt szemben egymással. Mivel a finnugor nyelvrokonságot még a török oldal sem vitatta, így az (és vele együtt az akkor még a nyelvrokonság egyenes következményének tartott finnugor származás) viszonylag hamar széles körű tudományos elfogadottságra tett szert. Részben a fentiek eredményeként, a magyar millenniumra készült A magyar nemzet története című összefoglaló munka már nem tartotta tudományosan bizonyíthatónak a magyarok hun eredetét. Az ugor-török háború elhalkulása (de lényegében lezáratlanul maradása) után még sokáig, egészen az 1960-as évekig széles körben elfogadott volt az urál-altaji nyelvcsalád létezése, mára pedig már ennél nagyobb makrocsaládok, így pl. az eurázsiai vagy az ennél is tágabb nosztratikus nyelvcsalád létezése mellett is érvelnek egyes nyelvészek.
Az archeogenetika fejlődésével a honfoglaló magyarok eredetének kérdése új vizsgálati lehetőséget kapott. 2022 májusában Török Tibor és Neparáczki Endre archeogenetikusok mintegy harminc társukkal tanulmányt tettek közzé a Current Biology című nemzetközi szaklapban, amelyben a mitokondriális DNS genetikai vizsgálata alapján kimutatták, hogy a honfoglaló magyarok magját képező népesség finnugor származású volt.
48 mintát vettek 19 honfoglaláskori „szállási” temetőből, illetve 65 mintát 9 köznépi temetőből. A genomot, vagyis a minták teljes örökítő információját vizsgálták, majd összevetették 2700 másik archaikus genommal.
A vizsgálat legfontosabb megállapításai a következők voltak:
- A honfoglaló magnépesség genomja a mai népek közül a baskírokhoz, valamint a szibériai és volgai tatárokhoz hasonlít leginkább.
- Ugyanez a genom 50% manysi (finnugor), 35% szarmata (indoiráni) és 15% hsziungnu (ázsiai hun) keveredéseként modellezhető.

Török Tibor (az SZTE Genetikai Tanszék és az MKI Archeogenetikai Kutatóközpont munkatársa) 2023 áprilisában Szentendrén egy konferencián így ismertette eredményeiket:

„Kiderült, hogy a manysik többszörösen közelebb állnak a honfoglalókhoz, mint a többi vizsgált nép. […] A manysik ősei lehettek ősei a honfoglalóknak, fordítva viszont ez nem igaz. A nyelvészeti hipotézis tehát ül. A honfoglaló magyarok magnépessége finnugor származású volt. Gyakorlatilag igazoltuk genetikailag a finnugor elméletet.”

– Török Tibor előadása

## A hagyománybéli rokonság és az írott források

### Külföldi források
Számos külföldi forrás azonosítja egymással a magyarokat, az avarokat és a hunokat. A nomád népeket azonban a tőlük rettegő szomszédaik gyakran nevezték hunoknak. Így történt ez többek között a heftaliták, akatirok, szabirok, onogur-bolgárok, türkök, úzok, kunok, szeldzsukok, oszmánok esetében is.
Iordanes, 6. századi gót történetíró az onogurok nevét Hunuguri alakban írja át. A magyarok országának külföldi elnevezései (Ungria, Ungaria, Ungarn, Hungary) a leginkább elfogadott nézet szerint szintén az „onogur” szóból erednek.
A Szent Wandergisiliusi kolostor 877. évi évkönyve szerint: „Lajos kapta meg többek között az avaroknak, azaz a hunoknak vagy ungarorum-oknak az országát.”
A Szent Bertin-kolostor Annales Bertiniani néven ismert hivatalos jellegű frank évkönyvében a 900. év előtt Hinkmar reimsi érsek a magyarokat, azaz „ungrikat”, a hunokkal, illetve az avarokkal azonosítja.
Más források viszont nem említik a magyarok kapcsán a hunokat, így pl. VII. Kónsztantinosz, bizánci császár sem említi, hogy ismert volna hun–magyar hagyományt, amikor a 10. század közepén az Árpádok hatalomra kerüléséről értekezett.
Corveyi Widukind 967 körül azonosítja egymással a magyarokat és az avarokat.
Hersfeldi Lambert (Lampert von Hersfeld), 11. századi német szerzetes–történetíró szerint Salamon magyar király, anyja 1063-ban Ottó bajor hercegnek ajándékozta Attila kardját. Róna-Tas András szerint a kijelentés arra utal, hogy a magyaroknál Salamon idejében is élt már valamiféle hunokhoz kapcsolódó öntudat. Kristó Gyula és Veszprémy László viszont a hun származástudat hiányának bizonyítékát látja abban, miszerint a szerző külön nem tér ki arra, hogy a Salamon anyja által adományozott kardot a magyar királyi udvarban Attila kardjának tekintették volna.
Viterboi Gottfried Pantheon című munkája (12. század) szerint – valószínűleg Meroving- és Karoling-kori, a Monumenta Germaniae Historica köteteiben közzétett források alapján – az onogurok már az 561–562. évben megjelennek Pannoniában: Avares, id est Ungari Pannonii, illetve Avares, qui et Huni, sive Ungari. Vagyis nevezett szerző az avarokat, utalván ezzel kötelékük nevére, onoguroknak és hunoknak mondja. A magyar történészek egyike-másika pedig az onogur nevet – mivel a később magát magyar névvel illető nép is e kötelékhez, illetve a hunok szövetségéhez tartozott – a magyarokkal azonosítja. A László Gyula által kitalált, bizonyítatlan kettős honfoglalás elmélete is azt hirdeti, hogy a Kárpát-medencében már a honfoglalásnak nevezett esemény előtt is éltek magyarok.
Abu l-Fidá 1331-ben a magyarokat „hunkar” (onogur) és „basgirt” (baskír) néven említi. Előbbi ama hun kötelék (onogurok) neve, ahová többek között az avarok is tartoztak, utóbbi pedig népük neve (magyar), ahogyan az arabok köztörök tolmácsolásban hallották.
Mahmud Terdzsümán műve, a Tarih-i Üngürüsz (16. század) a szerző saját állítása szerint egy eredetileg latin nyelvű krónika török fordítása. Ez a krónika szintén a hunoktól származtatja a magyarokat, Árpádot pedig Attila egyenes ági leszármazottjának tartja. Nem tudni, pontosan melyik krónikán alapul, de az eredeti forrásmű azóta megsemmisült magyar krónikákat (valószínűleg az Ősgesztát is) felhasználhatott forrásként, vagy akár maga az Ősgeszta is lehetett. Mások szerint a mű forrása Thuróczi János krónikája és Rogerius Siralmas éneke, amelyek tartalmát Mahmud Terdzsümán nem egyszerűen lefordította, hanem korabeli oszmán irodalmi szöveggé alakította át. Vannak azonban a krónikában olyan, máshol nem olvasható kijelentések, amik ezt kétségessé teszik, így pl. a Tarih-i Üngürüszben a Hunor-Magor monda egy olyan változata szerepel, amely szerint már Hunorék is olyan népet találtak a Kárpát-medencében, amelyik az ő nyelvükön beszélt.

### Magyarországi források
A legelső magyar krónikának, Anonymus Gesta Hungarorumának rövid őstörténeti bevezetőjében jelent meg először forrásainkban a pogány múlt pozitív ábrázolása. Valószínűleg tőle tudták meg a domonkos szerzetesek az 1230-as években, hogy az őshazában még él egy magyar néptöredék. Anonymus Attila leszármazottjának tartotta Álmost és Árpádot. A székelyekről pedig azt írta, hogy mielőtt csatlakoztak volna a magyarokhoz „Attila király népe voltak”.
Anonymus munkásságát Ákos nembeli Ákos mester folytatta. Ő korának felemelkedő főnemesi családjainak dicső múltjára helyezte a hangsúlyt az európai magyar inváziók korát visszaidéző történeteiben.
Kézai Simon az utókor által Gesta Hunnorum et Hungarorumnak nevezett munkájában a korábbiaknál sokkal részletesebben foglalkozik az őstörténettel, és a dicső múlt fényét kiterjeszti az egész nemességre, a nemesi nemzetre. Tulajdonképpen ő foglalta össze először – vagy teremtette meg – a hun származás tudatát. Ezzel kapcsolatban a történészek körében az egyik legfontosabb vitakérdés, hogy a hunokról Kézai által írott regéknek volt-e alapja a kor népi mondáiban, vagy az egészében a saját alkotása volt. Kézai munkájában a magyarok történetét középkori szokás szerint bibliai környezetbe helyezi, majd a csodaszarvas legendájának kifejtésével áthelyezi a történetet Szkítiába. Ezután ismerteti a hunok, mint a magyarok elődeinek és felmenőinek történetét.
Kézai hun vonatkozású szövegét kibővítették a 14. századi magyar krónikák szerkesztői, s hasonló tartalmú szöveg jelent meg Thuróczy János 15. századi krónikájában is.
Pray György 1774-ben Bécsben megjelent Dissertationes Historico-Criticæ In Annales Veteres Hunnorum, Avarum et Hungarorum (Történeti-felülvizsgálati értekezés a hunok, avarok és magyarok ősi éveiről) című könyvében írta meg a hunok, avarok és magyarok őstörténetének első tudományos igényű történeti összefoglalóját. Munkájához felhasználta az akkoriban ismert valamennyi forrást. Ebben a hun–avar–magyar folytonosság hagyományos elméletét azzal egészítette ki, hogy a hunok Európába vonulása után a magyarok azonosnak tekinthetők a kínai évkönyvekben emlegetett turkokkal.

### A magyarországi források kritikai értékelése
A magyar nemesség gondolatvilágát a 19. század utolsó harmadáig uralta a hun eredet tudata.
A hun–magyar rokonság elméletének megkérdőjelezése és felülvizsgálata a finnugor nyelvrokonság felfedezésével és dokumentálásával, valamint a történetírás forráskritikai módszereinek megjelenésével és megerősödésével kezdődött el a 19. század második felétől, főleg Hunfalvy Pál munkássága révén. Akkoriban még úgy gondolták, hogy a nyelvrokonság a rokon nyelveket beszélő népek rokonságára és közös származására is utal (és ez ellentmondott volna a máig ismeretlen, de akkoriban leginkább török nyelvűnek tartott hunokkal való rokonságnak, illetve a magyarok és a hunok közös származásának), ma azonban e nézetet, általában, már nem fogadják el. A hunok és a magyarok közös származása a – a finnugor nyelvészet eredményei alapján meghatározott – uráli vagy finnugor őshazából, továbbá egy úgynevezett uráli vagy finnugor ősnéptől való származtatás elméletével, valamint az ez alapján levezetett vándorlási útvonallal és annak időpontjaival is nehezen volt egyeztethető, így a kutatók a hun-magyar rokonságot egyre inkább megkérdőjelezték. A magyar történészek főáramlatában a 19. század végére az a vélemény jutott túlsúlyra, hogy a hun származás elmélete nem állja meg a helyét. A magyar millenniumra Szilágyi Sándor főszerkesztő vezetésével készült reprezentatív történelmi összefoglaló munka, a tíz kötetes A magyar nemzet története már nem tartotta tudományosan bizonyíthatónak a magyarság hun eredetét.
A hun-magyar rokonságról és a finnugor nyelvrokonságról szóló vita a magyar tudományos és közéletben a 20. században, valamint természetesen a 21. század elején is tovább folyt és jelenleg is folyik. A kutatók jelentős része határozottan tagadta e rokonság tényét és az arra épülő elméleteket, többek között Horváth János, Király György, Ligeti Lajos, Györffy György, Harmatta János, Szűcs Jenő, Bóna István, Fodor István, Vásáry István, Veszprémy László, illetve Zimonyi István. Fő érveik közé tartozik, hogy Anonymus és Kézai gesztái (amelyek először említik a hun-magyar rokonság gondolatát Magyarországon) alapvetően irodalmi alkotások, amelyek a mondanivaló kidomborítása érdekében számos helyen eltérnek akár az általuk is ismerhetett személyek és események valóságától.
Makkay János régész szerint a krónikáinkban szereplő Attila nem azonos az európai hunok királyával, hanem az avarok egyik fejedelme. Makkay véleménye alapján az avarok és a magyarok ugyan nem tartoztak az európai hunoknak nevezett csoport kötelékébe, mindazonáltal hunoknak, illetve onoguroknak is nevezhetjük őket, mivelhogy a hun szövetség, s azon belül az onogurok kötelékének részesei voltak. Az ismeretlen nevű avar fejedelem – évkönyveinkben Attila – halála után fiai (a féltestvér Csaba és Aladár) csatáztak a hatalom birtoklásáért. Amint a frank évkönyvek írják a 796. esztendőben: az avarok belháborúja nyomán a kagánt és a jugurrust megölték, s a harmadik avar főember, a tudun meghódolt a frankoknak. Az avarok urai, pontosabban egy részük, az ellenállók, a Tisza túlsó partjára vonultak vissza. Az avarok – Makkay szerint székelyek – várták Árpád, magyar fejedelem seregének érkezését. Árpád (Makkay tanulmányában onogur-türk fejedelem) a kései onogur-avarok vér szerinti leszármazottja volt. Kik pedig Csabát követték, a bolgárok szolgálatába szegődött kései avarok voltak. Attilát (Αττιλα), az avarok királyát VII. Kónsztantinosz, bizánci császár is említi (28. szakasz). Ezen nézetek szerint tehát amikor középkori forrásaink Attiláról, Attila kardjáról stb. beszélnek, alighanem az avarok urára, kardjára stb. hivatkoznak.
A Kristó Gyula által szerkesztett, és 1994-ben kiadott akadémiai Korai magyar történeti lexikon vonatkozó szócikke szerint a hun-magyar rokonság elmélete középkori, politikai célokból megteremtett, valószínűleg külföldi eredetű elmélet, amely a magyarok európai megjelenése, és különösen az európai magyar inváziók nyomán, a két nép hasonló harcmodora és a nyugat-európai lakosságra mért súlyos csapásaik nyomán jelent meg a korabeli nyugat-európai gondolkodásban és elsősorban német földön bontakozott ki. Innen jutott el aztán Magyarországra, ahol aztán a krónikások forrásául szolgálhatott. Ezen nézetek alapján tehát a hunhagyomány nem a dinasztia vagy a nép saját hagyományaiból táplálkozott. A szerzők szerint a csodaszarvas mondája – amely több más sztyeppi népnél is hasonló alakban maradt fenn – nem hun kori motívum, a Hunor-Magor testvérpár első tagjának neve pedig nem a hun, hanem az onogur népnév megszemélyesített változata, ami csak Kézai Simon révén nyerte el a hunokra utaló alakot. Szerintük Csaba királyfi történetében sem az 5. századra vagy az avarokra visszavezethető motívum maradt fenn, ugyanis ilyen nevű Attila-fiút nem említenek a korszak forrásai, hanem valószínűleg 10. századi magyar vagy székely hagyományról van szó. Kézai a kunokkal barátkozó IV. László magyar király uralkodása alatt, udvari papként írta művét, így a hun-magyar rokonságot elvető történészek szerint természetes, hogy a kor politikai fejleményeit figyelembe vette és kidomborította a keleti és pogány befolyást, és ez népszerű lett a korabeli nemesség körében, amely így nagy hatalmú ősökre tett szert. Az Árpád-ház hunhagyományának a hiányára utaltat maga a turul-monda is, amely totemisztikus eredetmondaként Álmos anyja és egy turulmadár nászából származtatta Álmost, a dinasztia alapítóját. Róna-Tas András szerint a hunhagyomány már az Árpád-kor elején is létezett, de csak legitimációs okokból.
Ezzel szemben számos szakember azon a véleményen van, hogy a korabeli magyar kútfők hiányára hivatkozva a hagyomány létezését nem lehet egyértelműen kizárni. Hóman Bálint szerint a középkori magyar krónikások nem is ismerték azokat a külföldi forrásokat, amelyekben a hun-magyar azonosság gondolatát megtalálhatták volna,  valamint a középkori, keresztény Magyarországon nem is lett volna értelme a magyar népet önkényesen valamely idegen, pogány néptől származtatni. Németh Gyula szintén azt tartotta valószínűnek, hogy a magyarok hunhagyománya már a honfoglalás előtt is jelen volt. Gombocz Zoltán, Berze Nagy János, Balás Gábor, László Gyula, Dümmerth Dezső, Király Péter, Erdélyi István, Makkay János, Bakay Kornél, Hoppál Mihály, Szabados György, Obrusánszky Borbála és mások szintén elfogadhatónak tartották a tan egyes részeit vagy az egészét. Ezen tudósok szerint a magyarok és a hunok között valamiféle (legalábbis részleges) folytonosság feltételezhető, és az Árpád-ház hagyományai erre az ősi örökségre vezethetők vissza, nem pedig a középkori krónikások kitalációjáról vagy külföldi átvételről van szó. Ma már abban a kérdésben is erős konszenzus van, hogy finnugor rokonság pusztán nyelvrokonságot jelent, így semmilyen szempontból nem mond ellent a hun-magyar rokonságnak. A legújabb genetikai kutatások eredményei szintén igazolhatják számos, eddig kétségbevont hitelű történeti forrás hitelességét.

## A nyelvi rokonság elmélete
A hun nyelv nem maradt fenn, csupán egyes szavai ismertek. Egyes kutatók a 19. században néhány európai forrástöredék alapján a török (türk) nyelvek közé sorolják. Többek között Németh Gyula és Omeljan Pritsak is köztörök nyelvként sorolja be a hunok nyelvét.
Ucsiraltu, a Belső-Mongol Egyetem Mongolisztikai Központjának nyelvészprofesszora felvetette a mongollal rokoníthatóság lehetőségét is. Elméletét Kara György bírálta, megállapításaival kapcsolatban fenntartásait hangoztatta.
Harmatta János a szakák, pontosabban a hotani szakák, más szerzők pedig a jüecsik nyelvével rokonítják a hun nyelvet. (Lásd még: szkíta nyelv és tokhár nyelv.) Mások a finnugor nyelvek közé tartozó hanti nyelvvel tartják rokonnak. Megint mások, például Ligeti Lajos és Edwin Pulleyblank paleoszibériai nyelvekkel rokonítja a hunok nyelvét.
Detre Csaba 2003-ban nyilvánosságra hozott egy állítólagos „hun szójegyzéket”, az ún. „Iszfaháni kódexet”, amely azonban hamisítvány, ráadásul a szerző számos megkeresés ellenére sem volt hajlandó bemutatni az eredeti kéziratot – amely természetesen nem is létezik.
Bár a kérdés megnyugtató rendezése a jelenlegi ismeretanyag alapján nem lehetséges, valamennyi rokonítási kísérlet az eurázsiai makrocsaládba sorolt nyelvekkel (ahová a magyar is tartozik) kapcsolja össze a hunok nyelvét.
Az is valószínű, hogy a hunok szövetsége – más és más időben – számos, különböző nyelvű népességet fogott össze, pl. mongol, török, szkíta, germán népeket.
A hun–magyar rokonságról és a finnugor nyelvrokonságról szóló vita a magyar tudományos és közéletben az ugor–török háborútól kezdve szinte teljesen párhuzamosan és összefonódva folyt és részben azóta is folyik. László Gyula 1987-ben a következőképpen fogalmazta meg ezzel kapcsolatos véleményét: „Az Akadémia által elfogadott finnugor származtatás száműzte a kutatók érdeklődési köréből mindazt, ami ellentmondott volna a tannak, és ez az egyoldalúság mind a mai napig uralkodik a magyar őstörténet kutatásában: a régészek szinte csak illusztrációkként szolgálnak a nyelvtudomány tételeihez.” Ma már széles körben elfogadott az a nézőpont, hogy a genetikai és nyelvi rokonság kérdését eleve szét kell választani. A finnugor nyelvrokonság tantétele tehát semmilyen szempontból nem mond ellent sem a hun–magyar rokonságnak, de még a magyarok esetleges hun származásának sem.

## A genetikai rokonság elmélete
Az archeogenetika fejlődésével a honfoglaló magyarok eredetének kérdése új vizsgálati lehetőséget kapott. 2022 májusában Török Tibor és Neparáczki Endre archeogenetikusok mintegy harminc társukkal tanulmányt tettek közzé a Current Biology című nemzetközi szaklapban, amelyben a mitokondriális DNS genetikai vizsgálata alapján kimutatták, hogy a honfoglaló magyarok magját képező népesség finnugor származású volt.
48 mintát vettek 19 honfoglaláskori „szállási” temetőből, illetve 65 mintát 9 köznépi temetőből. A genomot, vagyis a minták teljes örökítő információját vizsgálták, majd összevetették 2700 másik archaikus genommal.
A vizsgálat legfontosabb megállapításai a következők voltak:
- A honfoglaló magnépesség genomja a mai népek közül a baskírokhoz, valamint a szibériai és volgai tatárokhoz hasonlít leginkább.
- Ugyanez a genom 50% manysi (finnugor), 35% szarmata (indoiráni) és 15% hsziungnu (ázsiai hun) keveredéseként modellezhető.

Török Tibor (az SZTE Genetikai Tanszék és az MKI Archeogenetikai Kutatóközpont munkatársa) 2023 áprilisában Szentendrén egy konferencián így ismertette eredményeiket:

„Kiderült, hogy a manysik többszörösen közelebb állnak a honfoglalókhoz, mint a többi vizsgált nép. […] A manysik ősei lehettek ősei a honfoglalóknak, fordítva viszont ez nem igaz. A nyelvészeti hipotézis tehát ül. A honfoglaló magyarok magnépessége finnugor származású volt. Gyakorlatilag igazoltuk genetikailag a finnugor elméletet.”

## Részleges kulturális átfedések
A hun–magyar rokonság legkevésbé vitatott vonatkozása a részleges kulturális átfedések: a hunok (Attila népe) és a honfoglaláskori magyarok is nagyállattartó, lovas nomád népek voltak.
A magyarok európai megjelenése és a hunokéhoz hasonló harcmodora, valamint a nyugat-európai lakosságra mért súlyos csapásaik (különösen a magyar inváziók nyomán) szintén hozzájárultak a hun–magyar rokonság gondolatának elterjedéséhez a korabeli nyugat-európai gondolkodásban, elsősorban német földön.

## A „svájci hun völgy”
A svájci Val d’Anniviers (németül: Eifischtal) lakói egyes feltételezések és legendák szerint a catalaunumi csata után visszavonuló hunok leszármazottai. E gondolat először 1781-ben a genfi székesegyház kántora, Mark Theodor Bourrit művében jelent meg. Kiszely István antropológus 1996-ban tanulmányt írt e kérdésről. Ebben kiemeli, hogy bár a völgy lakóinak nyelve mára már eltűnt, Fischer Károly Antal 1896-ban a magyartól csak kevéssé különböző nyelvjárásnak minősítette. Fischer összegyűjtötte a rovásjeleket, amelyeket a hun nyelv kihalása után még sokáig használtak, és ezeket összefüggésbe hozta az ősmagyar rovásírás jeleivel.
A svájci „hun” völgy kiterjedt, sok kiadványban újra meg újra megjelenő legendáját Klima László nyelvész hírlapi kacsának tartja, ennek alátámasztásához lényegében Réthy László 1890-es álláspontját használja fel, aki szerint a svájciak a magyarokat nevezték hunoknak. Vajay Szabolcs történész szintén azt a véleményt képviselte, hogy a völgy lakói nem a hunok, hanem a 10. századi magyar hadjáratok során ott letelepedett magyarok leszármazottai is lehettek. Ez viszont akár arra is utalhat, hogy a magyarok hunhagyománya már a 10. században is jelen volt (amennyiben a legenda az ott lakók saját hagyományából táplálkozik). Vagy arra, hogy a 10. században letelepedő magyarokat a környezetükben élő svájciak hunnak tartották (amennyiben a legenda nem maguktól a völgylakóktól származik).

## Egy konszenzus felé
A témáról a tudományos – és részben közéleti – vita minden bizonnyal még sokáig folytatódni fog. Vannak azonban olyan jelek, amelyek szerint sikerülhet legalább részlegesen összeegyeztetni a különböző álláspontokat. Az új szintézis felé mutat Romsics Ignác 2017-es nagy összefoglaló munkája Magyarország történetéről, amiben a magyar származásra vonatkozó elméletek áttekintése során lényegében egyetértően idézi gróf Zichy István 1939-es Magyar őstörténetét, ami szerint az ősmagyarság törökös műveltségű, a törökséggel azonos szellemi beállítottságú nép volt, amely finnugor nyelvét a közelében, vele évszázadokon át szimbiózisban élő voguloktól és osztjákoktól nyelvcsere útján szerezhette. Egy másik elképzelés szerint a magyar nyelv régen közvetítő nyelv lehetett a később az Urál vidékére felköltöző népek körében, és így alakulhatott ki a magyar és az Urál-vidéki nyelvek hasonlósága. Szilágyi N. Sándor írásában szintén felvetette annak a lehetőségét, hogy az obi-ugor nyelvű népek nyelvüket a magyaroktól tanulhatták el. Sándor Klára még a részletesebb genetikai kutatások megjelenése előtt (2011-ben) rámutatott arra, hogy a finnugor nyelvrokonság és a magyarság hun hagyománya egymást egyáltalán nem kizáró tények. Szintén feloldhatja az ellentmondást a Sándor Klára által képviselt magyar-török kétnyelvűség elmélete, vagy akár – a főleg külföldi nyelvészek által kidolgozott – a klasszikus nyelvcsaládokon átívelő rokonsági viszonyokat feltáró makrocsaládok (nosztratikus, illetve eurázsiai nyelvcsalád), kibővítve a korábbi urál-altaji elméletet. Egyre inkább az a személetmód válik elfogadottá, hogy az írott források mellett a nyelvészet, néprajz, régészet, embertan, illetve az archeogenetika eredményeit együtt érdemes figyelembe venni. Az új eredmények és a gondolkodásmód átalakulása következtében a tankönyvek anyaga is megváltozott: míg a korábbi tankönyvekben a nyelvtudomány eredményei alapján felállított elmélet kapta a legnagyobb hangsúlyt, a 2020-ban bemutatott új tankönyvek a nyelvészet relevanciáját jóval kisebbnek tekintik (többek között az ún. "finnugor ősnép" létezését is teljesen elvetik). Nagyobb hangsúlyt kap a többi tudományág, a magyarok hunhagyománya és a magyarság sztyeppei eredete (és egy, már a honfoglalás előtt is létező "sztyeppei állam" gondolata).

## Politikai vonatkozások
A téma a 20. században, a tudományosság szempontjából sajnálatos módon, politikai töltetet is kapott Magyarországon. A finnugor rokonság tényét elfogadók részéről az Európához tartozás, az őseurópaiság, a török rokonság hívei részéről a dicső és komoly történeti múlttal rendelkező keleti népekhez való tartozás tudata játszott szerepet. A politikai turanizmus képviselőit, a hun rokonság híveit, továbbá a finnugor rokonságot tagadók általában jobboldalinak, a finnugor eredet elfogadóit pedig baloldalinak, sőt egyesek akár „nemzetárulónak” tekintették.
Ez a 21. században is tovább élő politikai szemlélet a téma tudományos megvitatását sok esetben döntően akadályozta és akadályozza. Kásler Miklós, az Emberi Erőforrások Minisztériumának vezetője 2020-ban egy régészeti kiállítás megnyitóján mondott beszédében annak a véleményének adott hangot, hogy tudománypolitikai döntésnek tartja, hogy százötven évvel ezelőtt csak nyelvi alapon határoztuk meg a magyar nép identitását. Teczár Szilárd a Magyar Narancs politikai rovatában megjelent írásában a 2020-ban átdolgozott tankönyvek őstörténeti fejezeteinek szerzőjét, Szabados Györgyöt "Kásler Miklós kedvenc történészének" nevezte. A cikkben tudományos kutatók is kifejtették álláspontjukat, bírálva a Történelemoktatók Szakmai Egyesületének honlapján közzétett, Szabados Györggyel készített interjúban, illetve a tankönyvekben szereplő állításokat. A Történelemtanárok Egylete szintén kifejtette azon álláspontját, hogy szerintük a hun-magyar eredet (és számos más anyagrész) politikai szempontok, mintsem szakmai elvek alapján kerültek be a tankönyvekbe.

### Mozgóképek
- Róna-Tas András (2010): Hunok Magyarországon, magyarok Kínában.